# 田口昌徳
田口 昌徳（たぐち まさのり、1970年8月26日 - ）は、茨城県北相馬郡藤代町出身（生まれは常陸大宮市）の元プロ野球選手（捕手、右投右打）・コーチ。

## 経歴

### プロ入り前
小学2年生の時にソフトボールを、小学4年生の時に野球を始める。藤代紫水高等学校では1年生からレギュラーとなり、2年秋の県大会で優勝。関東大会に出場したが初戦敗退し甲子園には出場できなかった。高校通算38本塁打。駒澤大学へ進学し、2学年先輩の捕手・関川浩一の後を受けて3年生からは1学年先輩で主将の若田部健一、竹下潤ともバッテリーを組んだ。4年春には同期の鶴田泰や2学年下の河原純一、投手であった高木浩之らの活躍もあって大学選手権で優勝。2学年後輩には本間満もいた。東都大学リーグ通算49試合出場、130打数37安打、打率.285、8本塁打、26打点。ベストナイン2度受賞。
1992年度ドラフト会議にて日本ハムファイターズから4位指名を受け、入団。

### プロ入り後
3年目の1995年シーズンには監督に就任した上田利治からリード面を評価され抜擢、次第に試合数を伸ばした。95年オフにそれまで不動の正捕手だった田村藤夫が千葉ロッテマリーンズへ移籍したため、1996年シーズンには正捕手として101試合に出場するなどチーム2位の躍進に貢献する。しかし、それまで課題だった打撃と盗塁阻止率が向上しなかった為、1998年シーズンにはヤクルトスワローズから移籍してきた野口寿浩が台頭すると、次第に控えに回ることが多くなった。
2002年シーズン途中、林孝哉との交換トレードで福岡ダイエーホークスへ移籍。正捕手の城島健司がケガで戦線離脱した時とアテネ五輪などで同じく城島が抜ける際には、捕手として活躍。
2003年は城島が捕手として全試合フルイニング出場を果たし、田口はシーズンを通して捕手としての出場はなかった。この年は10試合の出場にとどまり、3試合で一塁の守備に就いた。
また、明るい性格でベンチに控えていることも多いため、同じくベンチにまわることの多くなった鳥越裕介とともに、チームのムードメーカーとなり、地元のテレビ番組にもそのキャラクターを生かして数多く出演した。キャラクター・顔つき・喋り方などがかつてのプロ野球界爆笑男であるギャオス内藤とそっくりである。
一軍捕手としては城島の存在感もあって酷評されることも少なくなかったが、二軍でマスクをかぶった際には、若手投手への硬軟自在な指示を行うことから、若手投手の育成に貢献し、2005年シーズン限りで現役を引退。

### 引退後
2006年からはチームスタッフ（管理部・育成担当）に就任し2009年から2010年までは二軍バッテリーコーチを務め、2011年からはスカウトに就任し、2014年11月10日に2015年シーズンからは東北楽天ゴールデンイーグルスの一軍バッテリーコーチに就任することが発表された。2015年シーズン限りで退団。
2016年シーズンからは埼玉西武ライオンズの一軍バッテリーコーチに就任。2016年10月1日に退団の申し入れをし了承された。2017年シーズンは千葉ロッテマリーンズの一軍バッテリーコーチに就任。同年10月11日に翌年のコーチ契約を行わないことを通告された。
2019年6月に、西南学院大学野球部バッテリーコーチに就任。
2020年4月からは、岡山県にある環太平洋大学硬式野球部ヘッドコーチに就任。
2023年からはホークスジュニアアカデミーでコーチを務める。

## 人物
- ダイエー移籍後の2002年6月29日の対近鉄戦で、誤ってマウンド上の渡辺正和投手のユニフォームを着て試合に出場してしまう珍プレーを演じる[1]。このプレーで、その年の日本テレビの『勇者のスタジアム・プロ野球好珍プレー』では、珍プレー大賞（MVU）に選ばれる。また、同年の7月9日の西武戦で、ホークス時代最初のヒーローインタビュー（事実上最初で最後のヒーローインタビューである）では、インタビュアーのアナウンサーからマイクを奪って「田口です!」と自己紹介した。
- 2003年、ダイエーの春季キャンプ恒例の「声出し」で「1試合でも多く捕手で試合に出る」という目標を立てる一方、正捕手の城島は「全試合フルイニング出場」を目標に掲げた。先述の通り、城島が宣言通りに捕手として史上2人目の全試合フルイニング出場を果たし、田口は捕手として試合に出ることはなかった。結果、2003年初マスクは長嶋ジャパンの壮行試合となった日本代表vs日本選抜（監督:王貞治）であった。
- 2003年の日本一祝勝会で、「よう見とけ!これがホントの顔面シャワーじゃ!」と言いチームメイトにビールを浴びせ、フジテレビの『すぽると!』で生中継中だった三宅正治からツッコまれた。
- 2003年の日本一記念で『関口宏の東京フレンドパークII』に「お笑い隊長」としてチームメイトとともに出演。しかしアトラクションに精一杯で、司会の渡辺正行に「面白いことをやっていない」と突っ込まれ、さらに番組の最後、ダーツのルーレットにて「たわし」を当ててしまった。
- 後輩の加藤領健は入団発表時「目標は田口さんのようなムードメーカー」と言っていた。
- 2006年7月、二軍の打撃練習でバッティングピッチャーを務めた際、投げた球が井手正太郎の顔面に直撃し、鼻を骨折する。大きな責任を感じ、井手が病院から帰ってくるまでユニフォームも着替えずに待ち、さらに数日「大丈夫か?」と声をかけ続けた。井手本人は「そんなに気にしなくても」と恐縮しきりであった。
- 歌唱力がかなり高い。
  - プロ野球オールスタースポーツフェスティバルに出場した際、他球団の選手たちがヒットソングを真面目に歌う中、ホルスタインの着ぐるみを着て登場し、桂雀三郎withまんぷくブラザーズの『ヨーデル食べ放題』を熱唱。会場のファンを爆笑させた。
  - 2005年11月6日に福岡Yahoo!JAPANドームで開催された「ホークスファン感謝の集い」にて引退セレモニーが行われたが、本人が「福岡に来てから1度しかお立ち台に立っていないのが心残り」と言ったため、球団側が急遽お立ち台を準備し、お立ち台に立った田口は「いざゆけ若鷹軍団」を熱唱し、キャッチャーミットとマイクをホームベースの上に置くという、山口百恵の引退コンサートのパロディーでグラウンドを去った。

## 詳細情報

### 年度別打撃成績
| 年 度      | 球 団                 | 試 合 | 打 席 | 打 数 | 得 点 | 安 打 | 二 塁 打 | 三 塁 打 | 本 塁 打 | 塁 打 | 打 点 | 盗 塁 | 盗 塁 死 | 犠 打 | 犠 飛 | 四 球 | 敬 遠 | 死 球 | 三 振 | 併 殺 打 | 打 率 | 出 塁 率 | 長 打 率 | O P S |
| ---------- | --------------------- | ----- | ----- | ----- | ----- | ----- | -------- | -------- | -------- | ----- | ----- | ----- | -------- | ----- | ----- | ----- | ----- | ----- | ----- | -------- | ----- | -------- | -------- | ----- |
| 1994       | 日本ハム              | 25    | 45    | 44    | 1     | 7     | 0        | 0        | 0        | 7     | 2     | 0     | 0        | 1     | 0     | 0     | 0     | 0     | 17    | 2        | .159  | .159     | .159     | .318  |
| 1995       | 日本ハム              | 82    | 220   | 200   | 15    | 40    | 6        | 0        | 5        | 61    | 13    | 0     | 1        | 4     | 1     | 14    | 1     | 1     | 68    | 10       | .200  | .255     | .305     | .560  |
| 1996       | 日本ハム              | 101   | 327   | 286   | 22    | 60    | 12       | 0        | 5        | 87    | 22    | 0     | 2        | 13    | 0     | 17    | 0     | 11    | 92    | 6        | .210  | .280     | .304     | .584  |
| 1997       | 日本ハム              | 81    | 212   | 188   | 8     | 37    | 5        | 0        | 4        | 54    | 20    | 0     | 1        | 9     | 1     | 12    | 0     | 2     | 52    | 4        | .197  | .251     | .287     | .538  |
| 1998       | 日本ハム              | 60    | 139   | 118   | 7     | 24    | 2        | 0        | 1        | 29    | 12    | 0     | 1        | 12    | 0     | 7     | 0     | 2     | 29    | 4        | .203  | .260     | .246     | .506  |
| 1999       | 日本ハム              | 52    | 52    | 42    | 2     | 4     | 1        | 0        | 1        | 8     | 5     | 0     | 0        | 4     | 0     | 4     | 0     | 2     | 13    | 0        | .095  | .208     | .190     | .399  |
| 2000       | 日本ハム              | 19    | 14    | 11    | 1     | 1     | 0        | 0        | 0        | 1     | 0     | 0     | 0        | 1     | 0     | 1     | 0     | 1     | 1     | 0        | .091  | .231     | .091     | .322  |
| 2001       | 日本ハム              | 31    | 71    | 60    | 8     | 12    | 2        | 0        | 0        | 14    | 3     | 1     | 0        | 6     | 0     | 4     | 0     | 1     | 20    | 1        | .200  | .262     | .233     | .495  |
| 2002       | 日本ハム              | 4     | 1     | 1     | 0     | 0     | 0        | 0        | 0        | 0     | 0     | 0     | 0        | 0     | 0     | 0     | 0     | 0     | 1     | 0        | .000  | .000     | .000     | .000  |
| 2002       | ダイエー ソフトバンク | 35    | 102   | 87    | 10    | 20    | 4        | 0        | 1        | 27    | 7     | 1     | 0        | 8     | 0     | 4     | 0     | 3     | 15    | 3        | .230  | .287     | .310     | .598  |
| '02計      | ダイエー ソフトバンク | 39    | 103   | 88    | 10    | 20    | 4        | 0        | 1        | 27    | 7     | 1     | 0        | 8     | 0     | 4     | 0     | 3     | 16    | 3        | .227  | .284     | .307     | .591  |
| 2003       | ダイエー ソフトバンク | 10    | 13    | 10    | 2     | 2     | 1        | 0        | 1        | 6     | 2     | 0     | 0        | 0     | 0     | 3     | 0     | 0     | 3     | 1        | .200  | .385     | .600     | .985  |
| 2004       | ダイエー ソフトバンク | 28    | 77    | 67    | 6     | 15    | 6        | 0        | 0        | 21    | 6     | 0     | 0        | 7     | 0     | 1     | 0     | 2     | 23    | 2        | .224  | .257     | .313     | .571  |
| 2005       | ダイエー ソフトバンク | 6     | 12    | 10    | 0     | 2     | 0        | 0        | 0        | 2     | 2     | 0     | 0        | 2     | 0     | 0     | 0     | 0     | 4     | 0        | .200  | .200     | .200     | .400  |
| 通算：12年 | 通算：12年            | 534   | 1285  | 1124  | 82    | 224   | 39       | 0        | 18       | 317   | 94    | 2     | 5        | 67    | 2     | 67    | 1     | 25    | 338   | 33       | .199  | .259     | .282     | .541  |

- 各年度の太字はリーグ最高
- ダイエー（福岡ダイエーホークス）は、2005年にソフトバンク（福岡ソフトバンクホークス）に球団名を変更

### 年度別守備成績
| 年 度 | 捕手  | 捕手  | 捕手  | 捕手  | 捕手  | 捕手     | 捕手  | 捕手     | 捕手     | 捕手     | 捕手     | 一塁  | 一塁  | 一塁  | 一塁  | 一塁  | 一塁     |
| 年 度 | 試 合 | 刺 殺 | 補 殺 | 失 策 | 併 殺 | 守 備 率 | 捕 逸 | 企 図 数 | 許 盗 塁 | 盗 塁 刺 | 阻 止 率 | 試 合 | 刺 殺 | 補 殺 | 失 策 | 併 殺 | 守 備 率 |
| ----- | ----- | ----- | ----- | ----- | ----- | -------- | ----- | -------- | -------- | -------- | -------- | ----- | ----- | ----- | ----- | ----- | -------- |
| 1994  | 23    | 68    | 7     | 2     | 2     | .974     | 1     | 9        | 5        | 4        | .444     | -     | -     | -     | -     | -     | -        |
| 1995  | 57    | 261   | 20    | 5     | 4     | .983     | 2     | 37       | 25       | 12       | .324     | -     | -     | -     | -     | -     | -        |
| 1996  | 100   | 560   | 43    | 5     | 9     | .992     | 4     | 81       | 60       | 21       | .259     | -     | -     | -     | -     | -     | -        |
| 1997  | 80    | 322   | 43    | 5     | 11    | .986     | 5     | 73       | 49       | 24       | .329     | -     | -     | -     | -     | -     | -        |
| 1998  | 60    | 218   | 12    | 1     | 0     | .991     | 1     | 31       | 24       | 7        | .226     | -     | -     | -     | -     | -     | -        |
| 1999  | 51    | 119   | 12    | 1     | 0     | .992     | 0     | 13       | 8        | 5        | .385     | -     | -     | -     | -     | -     | -        |
| 2000  | 19    | 26    | 2     | 0     | 0     | 1.000    | 1     | 6        | 5        | 1        | .167     | -     | -     | -     | -     | -     | -        |
| 2001  | 31    | 147   | 10    | 1     | 2     | .994     | 1     | 9        | 7        | 2        | .222     | -     | -     | -     | -     | -     | -        |
| 2002  | 38    | 190   | 5     | 0     | 0     | 1.000    | 0     | 1        | 1        | 0        | .000     | -     | -     | -     | -     | -     | -        |
| 2003  | -     | -     | -     | -     | -     | -        | -     | -        | -        | -        | -        | 3     | 3     | 0     | 0     | 1     | 1.000    |
| 2004  | 23    | 125   | 9     | 0     | 1     | 1.000    | 1     | 13       | 8        | 5        | .385     | 1     | 2     | 0     | 0     | 1     | 1.000    |
| 2005  | 6     | 30    | 2     | 0     | 0     | 1.000    | 0     | 4        | 3        | 1        | .250     | -     | -     | -     | -     | -     | -        |
| 通算  | 488   | 2066  | 165   | 21    | 33    | .991     | 18    | 277      | 195      | 82       | .296     | 4     | 5     | 0     | 0     | 2     | 1.000    |

### 記録
初記録
- 初出場：1994年6月24日、対オリックス・ブルーウェーブ13回戦（東京ドーム）、9回表に捕手として出場
- 初安打：1994年6月26日、対オリックス・ブルーウェーブ15回戦（東京ドーム）、7回裏に山中潔の代打として出場、野村貴仁から
- 初先発出場：1994年7月3日、対千葉ロッテマリーンズ13回戦（東京ドーム）、9番・捕手として先発出場
- 初打点：1994年9月18日、対近鉄バファローズ25回戦（藤井寺球場）、8回表に酒井弘樹から2点適時打
- 初本塁打：1995年5月6日、対近鉄バファローズ7回戦（藤井寺球場）、1回表に小池秀郎から2ラン
- 初盗塁：2001年5月12日、対オリックス・ブルーウェーブ11回戦（東京ドーム）、4回裏に二盗（投手：加藤伸一、捕手：日高剛）

その他の記録
- プロ初盗塁が出場425試合目　※パ・リーグ野手最遅記録[11]

### 背番号
- 31（1993年 - 2002年途中）
- 57（2002年途中 - 2003年）
- 22（2004年 - 2005年）
- 96（2006年 - 2008年）
- 72（2009年 - 2010年）
- 88（2015年）
- 82（2016年）
- 86（2017年）